# Clamator
Clamator is een geslacht van vogels uit de familie koekoeken (Cuculidae). Het geslacht telt vier soorten.

## Soorten
- Clamator coromandus – Coromandelkoekoek
- Clamator glandarius – Kuifkoekoek
- Clamator jacobinus – Jacobijnkoekoek
- Clamator levaillantii – Levaillants koekoek